# Manoba obliquilinea
Manoba obliquilinea är en fjärilsart som beskrevs av George Francis Hampson 1900. Manoba obliquilinea ingår i släktet Manoba och familjen trågspinnare. Inga underarter finns listade i Catalogue of Life.